# Sumber Mulya (Lubai)
Sumber Mulya is een bestuurslaag in het regentschap Muara Enim van de provincie Zuid-Sumatra, Indonesië. Sumber Mulya telt 6292 inwoners (volkstelling 2010).